# California State Water Project

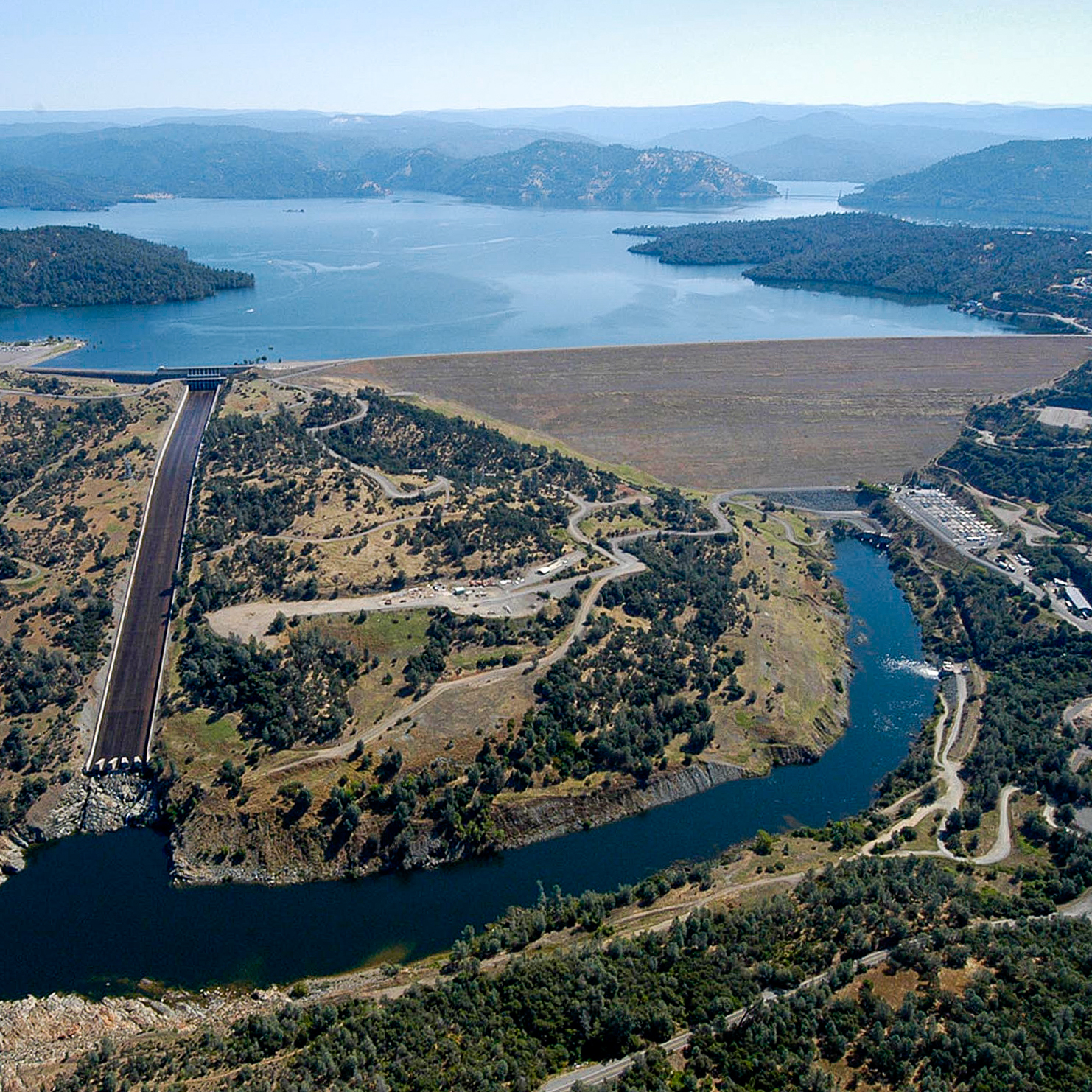
Lake Oroville in Noord-Californië, met een volume van meer dan 4,3 km³, is het belangrijkste waterreservoir van het SWP.

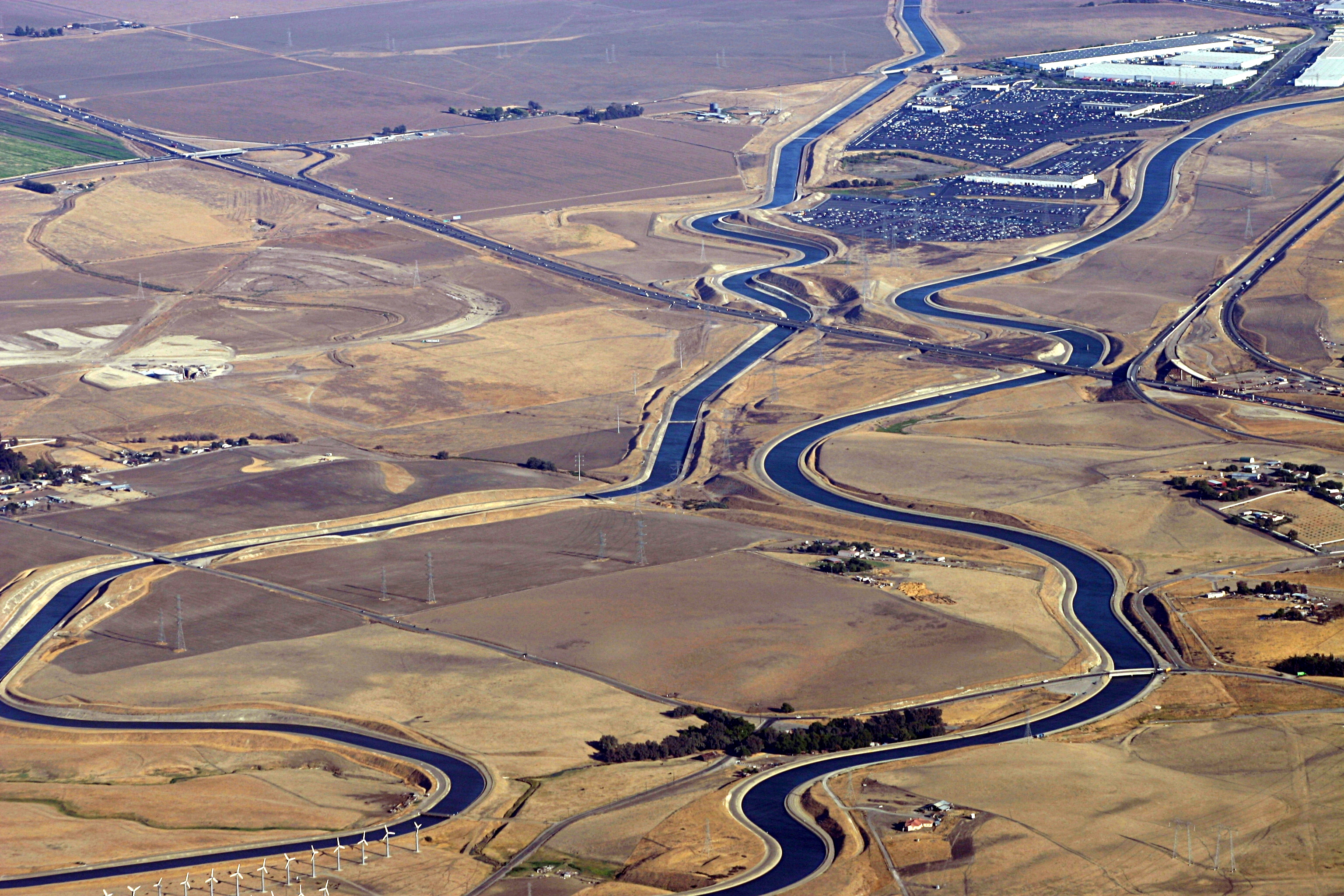
Het California Aqueduct nabij Tracy.

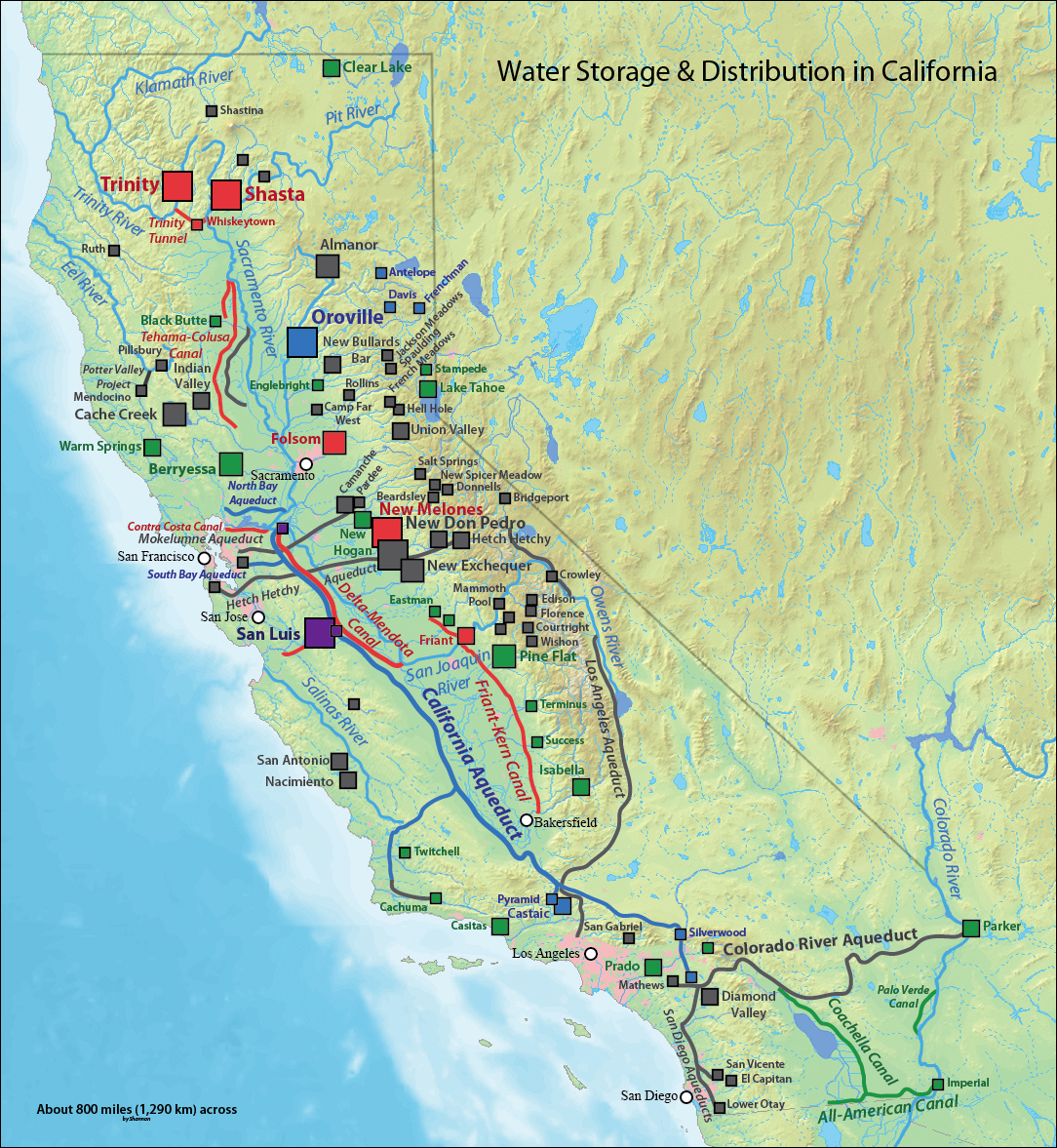
Kaart van de belangrijkste aquaducten en stuwmeren in Californië, waaronder het California Aqueduct.

Het California State Water Project (SWP) is een waterbeheersproject van de Amerikaanse staat Californië onder het toezicht van het California Department of Water Resources. Het SWP is 's werelds grootste water- en energieproject dat uitgebouwd werd en beheerd wordt door een overheidsinstantie. Het voorziet meer dan 23 miljoen mensen van drinkwater en genereert op jaarbasis gemiddeld 6,5 miljoen megawattuur aan energie uit waterkrachtcentrales. 

## Geschiedenis
De oorspronkelijke opzet van het State Water Project was om het droge Zuid-Californië, waar onvoldoende zoetwaterbronnen waren, van water te voorzien, om zo de economische groei in de regio te kunnen accommoderen. De bouw van dammen en aquaducten begon in de late jaren 50. In 1960 werd goedkeuring gegeven om obligaties uit te geven. De Noord-Californiërs hadden zich daar (tevergeefs) tegen verzet; zij zagen het project als een poging om 'hun' water te stelen.

## Structuur: dammen, stuwmeren en aquaducten
De belangrijkste onderdelen van het SWP zijn de Oroville Dam, het San Luis Reservoir en het California Aqueduct. In het noorden van de staat wordt water uit de Feather River, een zijrivier van de Sacramento, opgeslagen in stuwmeren zoals Lake Oroville, waarna het in de Sacramento-San Joaquindelta wordt geloosd. Het water wordt dan opgevangen in de Clifton Court Forebay. Daar wordt het water in het California Aqueduct gepompt. Het aquaduct loopt zuidwaarts en na zo'n 160 kilometer komt het uit in de O'Neill Forebay, naast het grote San Luis Reservoir (dat gedeeld wordt met het Central Valley Project). Het aquaduct vervolgt zijn weg zuidwaarts voor nog zo'n 320 km. Ten zuiden van Bakersfield wordt de inhoud door de Edmonston Pumping Plant, het grootste pompgemaal van Noord-Amerika, 600 meter omhoog gepompt om de Tehachapi Mountains over te steken. Voorbij de bergketen splitst het aquaduct in een westelijke tak, die Pyramid Lake en Castaic Lake ten noorden van Los Angeles voedt, en een oostelijke tak, die in zuidoostelijke richting door de Mojavewoestijn loopt, waar het water uiteindelijk in Silverwood Lake gepompt wordt.

### Aquaducten
- California Aquaduct – van de Sacramento-San Joaquindelta naar Castaic Lake (West Branch), Silverwood Lake (East Branch) en Lake Cachuma (Coastal Branch)
- North Bay Aquaduct – van de Delta naar Vallejo, Benicia, Napa County en Travis Air Force Base
- South Bay Aquaduct – van de Delta naar San Jose